# I Thought This Was Love, But This Ain't Casablanca
I Thought This Was Love, But This Ain't Casablanca è un album dei The Saints, pubblicato nel 1982. La versione internazionale è stata pubblicata con il titolo di Out in the Jungle ... Where Things Ain't So Pleasant.

## Tracce
1. Follow the Leader – 3:44
2. Rescue – 2:38
3. Senile Dementia – 5:14
4. Casablanca – 3:52
5. Curtains – 3:42
6. Come on – 2:55
7. A 1000 Faces – 3:05
8. Animal – 2:25
9. Out in the Jungle – 2:55
10. Beginning of the Tomato Party – 5:16
11. Out of Sight – 3:12

## Formazione

### Gruppo
- Chris Bailey - voce, chitarra
- Janine Hall - basso
- Iain Shedden - batteria

### Altri musicisti
- Roger Cawkwell - sassofono, clarinetto basso, organo
- Paul Neiman - trombone
- Steve Sidwell - tromba
- Hugh McDowell - violoncello
- Denis Haines - pianoforte in Rescue
- Brian James - chitarra solista nelle tracce 2, 8, 10, 11